# 法律特權
法律特權是指一個国家或地區的執政当局授予一个群体的某种法律豁免權。它们在某些情况下可以被撤销。法国大革命的目标之一就是废除法律特权，革命者要求取消针对不同社会阶层（贵贵族、神职人员和普通民众）設置的单独法律，並且要讓每个人都要受到相同的普通法的约束。1789年8月4日，国民制宪议会废除了此類法律特權。